# Głosowanie większościowe

## Głosowanie jednomyślne a głosowanie większościowe
Reguła jednomyślności głosowania nie eliminuje możliwości manipulacji. Ze względu na trudność w osiągnięciu całkowitego porozumienia pomiędzy wyborcami dochodzi najczęściej do zachowania statusu quo (status quo). Trudność ta jest tym większa, im więcej członków liczy głosująca społeczność.  
Reguła głosowania większościowego gwarantuje również zachowanie demokratycznych zasad. Niejednokrotnie jest ona mniej czasochłonna i lepsza dla głosujących, w przypadku niepewności co do ich preferencji. 

## Reguła głosowania większościowego
Reguła głosowania większościowego odrzuca zasadę międzyosobowej nieporównywalności i niejednokrotnie prowadzi do redystrybucji dochodów. 
Wiadomo, że głosowanie większościowe powodować może niezadowolenie i dwuznaczne rezultaty. Opcją wybraną przez społeczeństwo jest ta opcja, za którą opowiada się większość jego członków (jest ona najwyżej oceniona przez liczbę głosujących).